# چبوف، شهرستان ژاگانی
چبو، شهرستان ژاگانی (به لهستانی: Trzebów, Żagań County) یک سکونتگاه مسکونی در لهستان است که در Gmina Żagań واقع شده‌است.